# 易京
易京，古地名，在今河北保定雄县西北，《三国志》载公孙瓒在此“围堑十重，於堑里筑京，皆高五六丈，为楼其上，中堑为京，特高十丈，自居焉，积谷三百万斛。”建安四年（199年），袁绍攻破此城，取得战争胜利，统一了河北地区。此后该城一直为军事重镇，在后赵时被石虎所毁。